# عبد الله با
عبد الله با (بالفرنسية: Abdoulaye Ba) وهو لاعب كُرَة قَدَم سنيغالي في مركز قلب الدفاع ولد في يوم 1 يناير 1991 في مدينة سانت لويس في السنغال وهو يلعب حالياً مع النادي الفيصلي السعودي وسبق له اللعب مع فيتوريا غيماريش ونادي أكاديميكا كويمبرا ونادي كوفيلها ولعب مع منتخب السنغال لكرة القدم.

## روابط خارجية
- عبد الله با على موقع الاتحاد الدولي (مؤرشف)  (الإنجليزية)
- عبد الله با على موقع اتحاد تركيا (لاعب) (الإنجليزية)
- عبد الله با على موقع قاعدة بيانات كرة القدم.إي يو (الإنجليزية)
- عبد الله با على موقع ناشيونال فوتبول تيمز (الإنجليزية)
- عبد الله با على موقع Soccerway.com (الإنجليزية)
- عبد الله با على موقع عالم كرة القدم.نت (الإنجليزية)
- عبد الله با على موقع أوليمبيديا (الإنجليزية)
- عبد الله با على موقع AS.com (الإسبانية)